# Dysdera romana
Dysdera romana là một loài nhện trong họ Dysderidae.
Loài này thuộc chi Dysdera. Dysdera romana được miêu tả năm 2008 bởi Gasparo & Di Franco.